# Друшкининкај
Друшкининкај (литв. Druskininkai, пољ. Druskieniki) је град у Литванији, у крајње јужном делу државе. Друшкининкај чини самосталну општину у оквиру округа Алитус.
Град Друшкининкај је позната литванска бања. 
Према последњем попису из 2001. године у Друшкининкају је живело 18.233 становника.